# Minkowski (cráter)

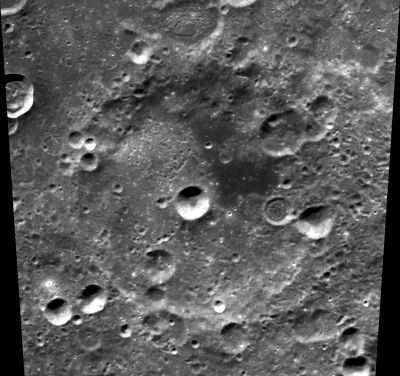
Fotografía de la misión Clementine (1994)

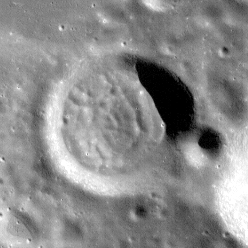
Cráter concéntrico en Minkowski. Fotografía de la misión Lunar Reconnaissance Orbiter

Minkowski es un cráter de impacto perteneciente a la cara oculta de la Luna, en las latitudes más bajas del hemisferio sur. Se halla alrededor de un diámetro de distancia al norte-noreste del cráter Lemaître, una formación de un tamaño parecido. Al noroeste de Minkowski aparece el cráter inundado de lava Baldet, y al sureste se encuentra Fizeau.
|  |

El borde exterior de Minkowski está muy erosionado, y forma poco más que una cresta circular irregular en la superficie. Numerosos cráteres atraviesan su borde, siendo los más prominentes los dos cráteres pareados localizados en el sector este del brocal. El suelo interior es relativamente plano, con una zona oscura en el cuadrante noreste, característico de una superficie inundada de lava. Un pequeño cráter en forma de cuenco muy visible se ubica en el punto medio. Minkowski S se encuentra en el borde suroeste de la plataforma interior. Numerosos pequeños cráteres marcan la superficie interior, particularmente en el cuadrante suroeste.

## Cráteres satélite
Por convención estos elementos son identificados en los mapas lunares poniendo la letra en el lado del punto medio del cráter que está más cercano a Minkowski.
|           | \| Minkowski \| Coordenadas \| Diámetro \| \| --------- \| -------------------------------- \| -------- \| \| S \| 56°06′S 145°36′O / -56.1, -145.6 \| 13 km \| |          |
| Minkowski | Coordenadas | Diámetro |
| S         | 56°06′S 145°36′O / -56.1, -145.6 | 13 km    |